# アリス・ウォーカー
アリス・ウォーカー（Alice Malsenior Walker, 1944年2月9日 - ）は、アフリカ系アメリカ人の作家、フェミニスト。1983年に著書『カラーパープル』によってピューリッツァー賞 フィクション部門を受賞している。

## 前半生
アリス・ウォーカーは、1944年2月9日、アメリカ合衆国ジョージア州のイートントンに生まれた。彼女の家族はアフリカ系アメリカ人であるばかりでなく、チェロキー・スコットランド人・アイルランド人の血を引いていた。1961年、奨学金を得てアトランタのスペルマン女子短期大学 (Spelman College) に入学、在学中に公民権運動に参加する。その後ニューヨーク州ブロンクスヴィルのサラ・ローレンス女子大学 (Sarah Lawrence College) に編入学し、1965年に卒業した。学生時代、彼女は夏季を交換留学生としてウガンダで過ごしている。
ウォーカーは1967年にフェミニズム活動家のメル・レヴェンサル（レーベンタール） (Melvyn R. Leventhal) と結婚するが1976年に離婚している。彼らの間に生まれた一人娘のレベッカ・ウォーカーもまた、著名なフェミニスト・作家となった。

## 著作と話題
ウォーカーの著作には小説、短編小説、エッセイ、詩などがある。
これらの作品はアフリカ系アメリカ人（特に女性）に焦点を当てており、作中においてこの人々は、人種差別・性差別に満ちた凶暴な社会の目撃者となる。彼女の著作はまた、文化や歴史の中における有色人種女性の役割についても焦点を当てている。ウォーカーは、自由政治社会において、原理の問題としての型にはまらない不評な視点を擁護していることで尊敬を集め、性別・民俗・人種を越えたあらゆる人々と共感できる人物である。
ウォーカーの最初の詩集は、彼女がまだサラ・ローレンス大学の最高学年に在学中に書かれた。彼女は、レヴェンサルとともにミシシッピ州で暮らして公民権運動に参加していた間、しばらく執筆活動を中断していたことがある。
ウォーカーは、フェミニスト雑誌『ミズ (Ms. (magazine)) 』誌への参加をきっかけに執筆活動を再開した。1975年に彼女が発表した記事は多くの反響を呼び、民俗学者ゾラ・ニール・ハーストンの活動に対する興味を復活させた。（ウォーカーと、ハーストンと同業の学者であるシャーロット・D・ハントは1973年、フロリダ州フォートピアス (Fort Pierce, Florida) でハーストンの墓標のない墓を発見し、墓地にささやかな墓石を建てるための資金を提供した。）
短編小説や詩に加えて、1970年にはウォーカー初の小説である『グレンジ・コープランドの第三の人生』（The Third Life of Grange Copeland）が出版された。1976年には、2作目の長編小説『メリディアン』（Meridian）が出版。この小説は公民権運動の時期の南部におけるフェミニストの労働者について取り扱っており、ウォーカー自身の経験の一部にきわめて類似したものとなっている。
1982年、ウォーカーは後に自身の最も有名な作品として知られることとなる小説『カラーパープル』（The Color Purple）を出版した。人種差別主義の白人文化ばかりでなく、家長主義の黒人文化に対しても自分の流儀を貫いて闘う黒人女性の物語は、大きな反響を呼んで商業的成功をおさめ、登場人物と物語の即時性は、人種・年齢・性別を問わず読者の神経を直撃した。この本はベストセラーとなり、1985年には映画が制作され、2005年にはブロードウェイ劇場でミュージカルが制作された。2023年、そのミュージカルを基にしたミュージカル映画が制作された。
ウォーカーの他の著作としては、『わが愛しきものの神殿』（The Temple of My Familiar）や『喜びの秘密』（Possessing The Secret of Joy）などの小説、多数の短編集や詩集などがある。

## 政治活動
ウォーカーは、スペルマン大学時代の教師であった歴史家ハワード・ジンの影響もあって、政治活動家となった。彼女は1960年代の数年間を公民権運動の活動家として過ごし、その後も全ての人々の公民権の擁護者であり続けている。
彼女は環境保護、フェミニズム、動物の権利についての活動を行っており、女性器切除(Female Genital Mutilation)に反対する運動も行っている。
彼女はまたキューバの代弁者でもあり、数十年間に及ぶアメリカ合衆国のキューバに対する通商停止（米国の対キューバ禁輸措置）を終わらせるよう明言している。ウォーカーは数回キューバを訪問している。

## 賞とその他の表彰
『カラーパープル』は1983年にピューリッツァー賞 フィクション部門を受賞し、また全米図書賞も受賞した。
また、1985年8月に『エスクァイア』誌上で発表した短編小説「祖父の形見」（Kindred Spirits）で、1986年のオー・ヘンリー賞を受賞している。
彼女は、その小説内で描かれる人種差別の明確な描写によってもいくつかの賞を受賞している。

## 論争と批評
ウォーカーの作品に対する批判は、主にアフリカ系アメリカ人の描写（特に『カラーパープル』に関わるもの）に対してなされている。『カラーパープル』が出版されたとき、作中の男性キャラクターの描写に対する批判があった。この批判的意見の主な関心事は、この本において男性キャラクターが下品で口が悪い（アルバート/"ミスター"）か、道化者である（ハーポ）様に描写されているように見えるということであった。この意見は映画が公開されるとさらに強まった。その主な理由は、原作にあったアルバートとセリーのやがて来るであろう決意と和解についての重要な部分が映画でカットされていたことであった。
小説家のチャールズ・R・ジョンソン (Charles R. Johnson) は、1995年に出版した小説『Oxherding Tale』の序文において、以下のような発言で『カラーパープル』を批判した。「どちらの作品が慣習の境界線をより強固に追究しているか、そしてどちらが虚構と哲学が出会う空間において確信を持って位置を占めているかを決めるのは読者にお任せしよう。」彼のコメントは学問の世界にも衝撃を与えた。ジョンソンが、別の有色人種の作家を批判しないという暗黙のタブーを破ったためである。
ウォーカーは、1996年の著書『The Same River Twice: Honoring the Difficult』で、これらの批判について言及している。『The Same River Twice』はある種の自叙伝ともいえる作品で、ウォーカーの人生で起こった独特の出来事について語られており、『カラーパープル』に対する自分が経験した反応についての視点も2回（1つは書籍、もう1つは映画に対する反応）語られている。

## 健康に関して
作家イヴリン・ホワイト (Evelyn C. White) は、著書『アリス・ウォーカー：その生涯』（Alice Walker: A Life）において、ウォーカーが幼少時に負傷し、結果として片目を失明することとなった事件について述べている。ウォーカーの兄が、彼女の目をBB銃で撃ったのである。ホワイトはこの事件がウォーカーに大きな影響を与えたと述べている。特に重大なことは、町の白人の医師が彼女の両親から怪我の治療費として250ドル以上も詐取したということである。ウォーカーは記録資料的性質をもった著書『戦士の刻印』（"Warrior Marks", アフリカにおける女性器切除の記録）において、この事件について言及しており、このことを女性達が弾圧と闘う「戦士」となるための犠牲的な刻印として描写している。
ウォーカーはまた、『The Same River Twice』において、自身のライム病による闘病生活についても記録している。

## 主な著作

### 小説・短編集
- The Third Life of Grange Copeland （1970年）
- Everyday Use （1973年）
- In Love and Trouble: Stories of Black Women （1973年）
  - 『アリス・ウォーカー短篇集 愛と苦悩のとき』風呂本惇子・楠瀬佳子訳, 山口書店, 1985, ISBN 4841101020
- Meridian （1976年）
  - 『メリディアン』高橋茅香子訳, 朝日新聞社, 1982, 国立国会図書館書誌ID:000001561508
  - 『メリディアン』高橋茅香子訳, 筑摩書房〈ちくま文庫〉, 1989, ISBN 4480023674
- The Color Purple （1982年）
  - 『紫のふるえ』柳沢由実子訳, 集英社, 1985, ISBN 4087730646
  - 『カラーパープル』柳沢由実子訳, 集英社〈集英社文庫〉, 1986, ISBN 978-4087601176
- You Can't Keep a Good Woman Down: Stories （1982年）
  - 『いい女をおさえつけることはできない』柳沢由実子訳, 集英社〈集英社文庫〉, 1986, ISBN 4087601226
- To Hell With Dying （1988年）
- The Temple of My Familiar （1989年）
  - 『わが愛しきものの神殿 (上・下)』柳沢由実子訳, 集英社, 1990, 上巻ISBN 4087731227, 下巻ISBN 4087731235
- Finding the Green Stone （1991年）
- Possessing the Secret of Joy （1992年）
  - 『喜びの秘密』柳沢由実子訳, 集英社, 1995, ISBN 4087732282
- The Complete Stories （1994年）
- By the Light of My Father's Smile （1998年）
  - 『父の輝くほほえみの光で』柳沢由実子訳, 集英社, 2001, ISBN 4087733440
- The Way Forward Is With a Broken Heart （2000年）
- Now is the Time to Open Your Heart （2004年）

### 詩集
- Once （1968年）
- Revolutionary Petunias & Other Poems （1973年）
- Good Night, Willie Lee, I'll See You in the Morning （1979年）
- Horses Make a Landscape Look More Beautiful （1985年）
- Her Blue Body Everything We Know: Earthling Poems （1991年）
- Absolute Trust in the Goodness of the Earth （2003年）
- A Poem Traveled Down My Arm: Poems And Drawings （2003年）
- Collected Poems （2005年）

### ノンフィクション
- In Search of Our Mothers' Gardens: Womanist Prose （1983年）
  - 『母の庭をさがして アリス・ウォーカー集1』荒このみ訳, 東京書籍, 1992
  - 『母の庭をさがして アリス・ウォーカー集2』葉月陽子訳, 東京書籍, 1993
- Living by the Word （1988年）
- 戦士の刻印 Warrior Marks （1993年）
- The Same River Twice: Honoring the Difficult （1996年）
- Anything We Love Can Be Saved: A Writer's Activism （1997年）
  - 『勇敢な娘たちに』柳沢由実子訳, 集英社, 2003, ISBN 408773384X
- Go Girl!: The Black Woman's Book of Travel and Adventure （1997年）
- Pema Chodron and Alice Walker in Conversation （1999年）
- Sent By Earth: A Message from the Grandmother Spirit After the Bombing of the World Trade Center and Pentagon （2001年）
- We Are the Ones We Have Been Waiting For （2006年）